# جندو
جندو (بالفارسية: جندو) هي قرية تقع في البلدة المركزية في إيران. يقدر عدد سكانها بـ 24 نسمة بحسب إحصاء 2016.